# Christopher W. Grady

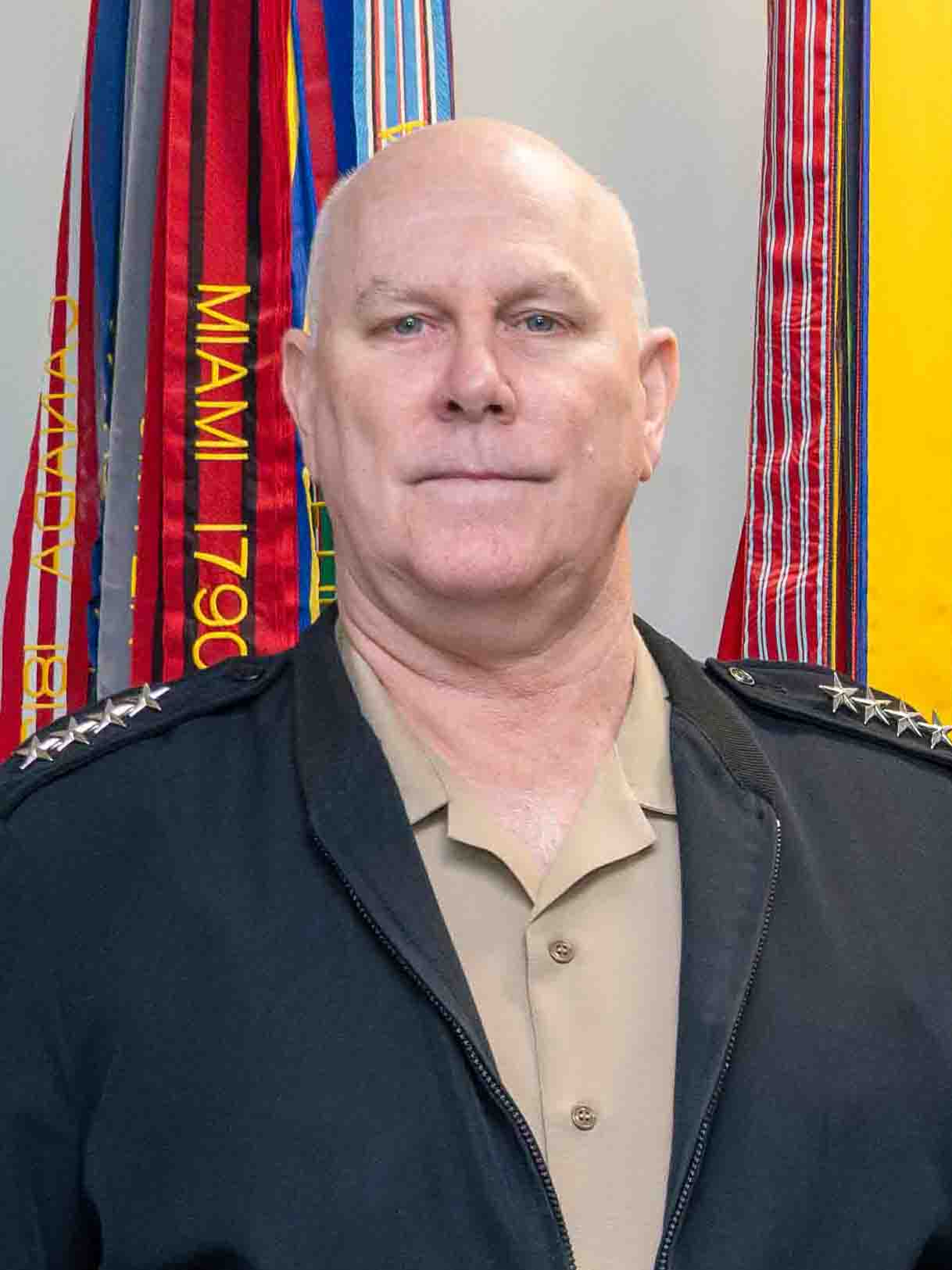
Grady (2024)

Christopher W. Grady (* 28. November 1962 in Portsmouth, Virginia) ist ein US-amerikanischer Marineadmiral. Er ist stellvertretender Vorsitzender des Vereinigten Generalstabs.

## Leben
Christopher Grady wuchs in Newport (Rhode Island) auf. Während des Studiums an der University of Notre Dame wurde er 1984 über das Naval-Reserve-Officers-Training-Corps-Programm Mitglied der US Navy. Anschließend erlangte er einen Master-Abschluss der Georgetown University in National Security Studies und absolvierte gleichzeitig Kurse an der Walsh School of Foreign Service.
Gradys erster Einsatz war auf der Moosbrugger, anschließend diente er auf der Princeton und der Chief. Danach befehligte er Schiffe, die Ardent, die Cole, das Destroyer Squadron 22 und die Theodore Roosevelt Carrier Strike Group während des Irakkriegs im Jahr 2003.
Als Admiral leitete er die United States Pacific Fleet. Als Kommandeur der Carrier Strike Group 1 (Carl Vinson) nahm er an der Operation Inherent Resolve teil. Vor der Ankunft im Persischen Golf verlor der Flugzeugträger drei F/A-18 Hornet-Flugzeuge bei Unfällen.
Später wurde Grady mit Generalstabsaufgaben betraut:
- U.S. Naval Forces Northern Command (COMUSFF/COMUSNAVYNORTH), 2018/2019
- U.S. Fleet Forces Command, U.S. Naval Forces Northern Command, U.S. Naval Forces Strategic Command/Joint Force Maritime Component Commander (COMUSFF/COMUSNAVYNORTH/NAVSTRAT/JFMCC), 2019 bis 2021

Am 16. Dezember 2021 bestätigte der US-Senat seine Nominierung zum Vice Chairman, Joint Chiefs of Staff (VJCS), am 20. Dezember leistete er seinen Amtseid.